# Jiří Brdečka
Jiří Brdečka (24. prosince 1917 v Hranicích – 2. června 1982 v Praze) byl český novinář, publicista, spisovatel, scenárista, výtvarník, kreslíř, ilustrátor a filmový režisér hraných i animovaných filmů. Největší úspěch zaznamenal svým volným uměleckým triptychem (kniha ⇒ divadelní hra ⇒ film) Limonádový Joe.

## Život
V rodném městě Hranice absolvoval reálné gymnázium zakončené maturitní zkouškou v roce 1936. Pak nastoupil ke studiu Filozofické fakulty Karlovy univerzity v Praze. Vybral si obory češtinu, filozofii, pak dějiny umění a estetiku. Studium musel předčasně ukončit, když nacisté uzavřeli vysoké školy. Stal se úředníkem v Městském muzeu Prahy a také pracoval v různých filmových společnostech. Od roku 1941 byl tiskovým referentem společnosti Lucernafilm. Již před 2. světovou válkou se začal setkávat s lidmi z kruhu pražských levicových umělců a intelektuálů (mimo jiné s Janem Drdou, se kterým několik měsíců také sdíleli byt). Jiří Brdečka zemřel roku 1982 v Praze. Urna pak byla uložena na Městském hřbitově v Hranicích.
Jeho dcera Tereza Brdečková (*1957) je novinářkou, spisovatelkou, filmovou kritičkou a redaktorkou.

## Tvorba

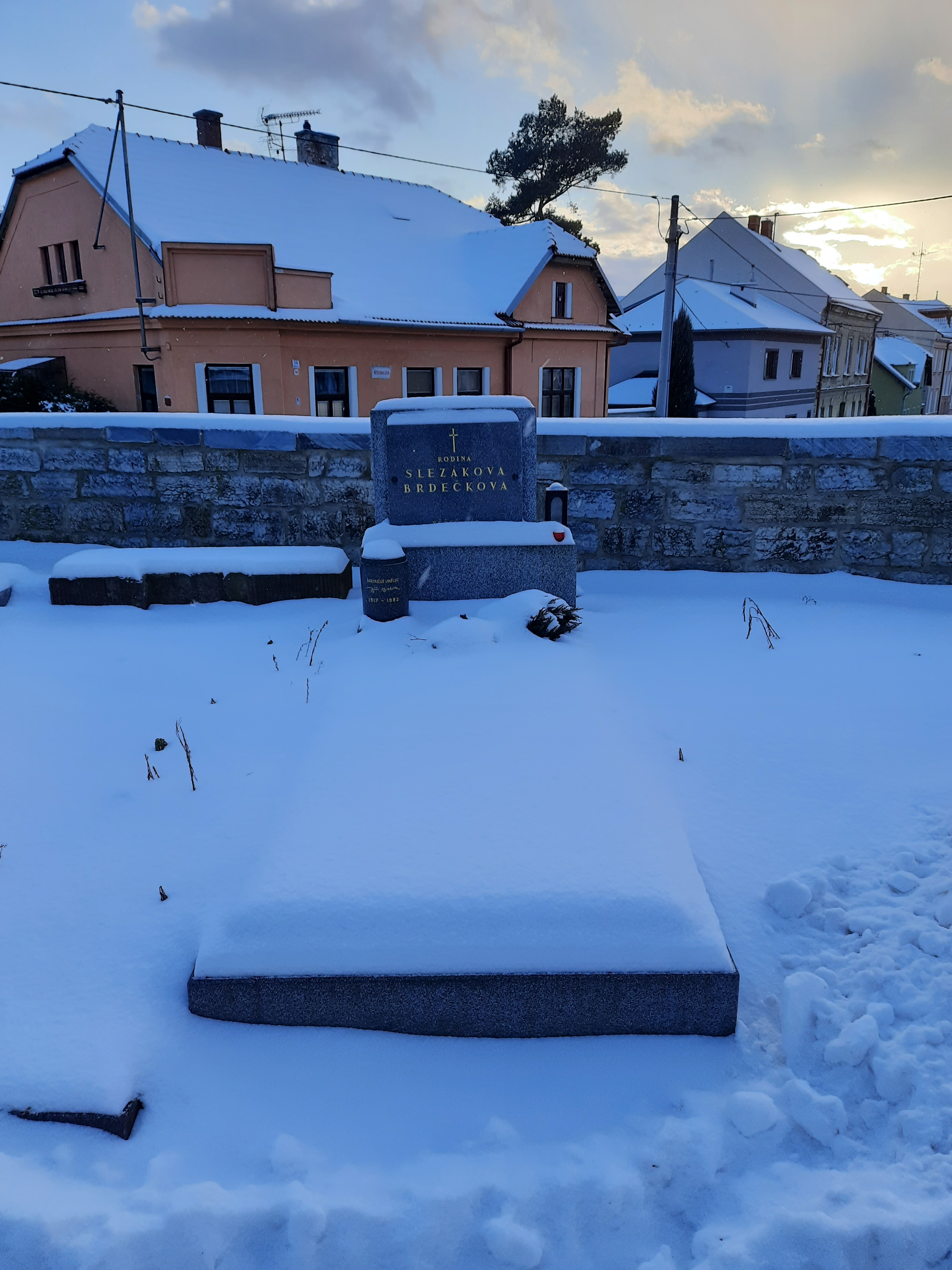
Hrob rodiny Jiřího Brdečky na Městském hřbitově v Hranicích

Již od konce 30. let pracoval jako ilustrátor a autor kreslených vtipů a recesních povídek, inspirovaných anglickým humorem (některé podepisoval pseudonymem Medor), začal se angažovat také v kresleném filmu. Zajímal se o prostředí divokého západu a pro časopis Ahoj na neděli sepsal v letech 1939–1940 seriál povídek o ideálním westmanovi – Limonádovém Joeovi. Herec divadla Větrník Zdeněk Stránský jej seznámil na podzim roku 1943 s režisérem Josefem Šmídou a tento pak uvedl v premiéře dne 20. března 1944 Brdečkovu hru Limonádový Joe na divadelní pódia. Ve Větrníku měla hra 99 repríz, v titulní roli vystupoval herec Zdeněk Řehoř.
Po válce se v roce 1945 stal redaktorem Lidových novin. V roce 1949 změnil místo, stal se v Čs. státním filmu scenáristou, dramaturgem a filmovým režisérem. Byl blízký spolupracovník Jiřího Trnky a Jana Wericha ve studiu Bratři v triku, dlouholetý spolupracovník filmového režiséra Oldřicha Lipského. Mezi jeho nejlepší filmové scénáře bezesporu patří dodnes divácky úspěšné parodické filmy Limonádový Joe aneb Koňská opera, Adéla ještě nevečeřela či Tajemství hradu v Karpatech. Jako scenárista se podílel i na dalších českých filmech jako byla filmová pohádka Bořivoje Zemana Byl jednou jeden král a Zemanův Vynález zkázy a Baron Prášil či film Vojtěcha Jasného Až přijde kocour nebo i známá komedie režiséra Martina Friče Císařův pekař a pekařův císař. Posléze obdržel titul Zasloužilý umělec.

## Filmografie

### Scenáristická spolupráce
- 1949: Císařův slavík
- 1951: Císařův pekař – Pekařův císař
- 1952: Velké dobrodružství
- 1952: Staré pověsti české
- 1955: Byl jednou jeden král...
- 1955: Osudy dobrého vojáka Švejka
- 1956: Obušku, z pytle ven!
- 1956: Ztracenci
- 1957: Vlčí jáma
- 1958: Vynález zkázy
- 1959: Taková láska
- 1959: Sen noci svatojanské
- 1961: Baron Prášil
- 1963: Až přijde kocour
- 1964: Limonádový Joe
- 1968: Pražské noci (povídkový film)
- 1977: Adéla ještě nevečeřela
- 1978: Princ a Večernice
- 1983: Tajemství hradu v Karpatech
- 1983: Faunovo velmi pozdní odpoledne (+ autor knižní předlohy)

### Animované filmy
- 1946: Pérák a SS (spolurežie, r. Jiří Trnka)
- 1948: Vzducholoď a láska
- 1949: Árie prérie (r. Jiří Trnka)
- 1958: Jak se člověk naučil létat
- 1959: Drahoušek Klementýna
- 1960: Naše Karkulka
- 1961: Člověk pod vodou
- 1962: Zmrzlý dřevař
- 1963: Špatně namalovaná slepice
- 1963: Tak na to?
- 1966: Do lesíčka na čekanou
- 1966: Proč se usmíváš, Mono Liso?
- 1969: Metamorfeus
- 1970: Jak se moudrý Aristoteles stal ještě moudřejším
- 1971: Jsouc na řece mlynář jeden
- 1973: Tvář
- 1973: Smolíček
- 1974: Horníkova růže
- 1974: Píseň o harmonice
- 1975: Co jsem princi neřekla
- 1975: Pro nemoc zavřeno
- 1976: Dvojí život Josefa Hlinomaze
- 1976–1981: Moravské lidové balady
- 1978: Láááska!
- 1980: Třináctá komnata prince Měděnce